# Lou Macari
Luigi "Lou" Macari (ur. 7 czerwca 1949 w Largs) – szkocki piłkarz występujący podczas kariery na pozycji pomocnika.

## Kariera klubowa
Lou Macari zawodową karierę rozpoczynał w 1963 roku w szkockim klubie Celtic F.C. Z Celtikiem czterokrotnie zdobył mistrzostwo Szkocji w 1970, 1971, 1972 i 1973 oraz dwukrotnie zdobył Pucharu Szkocji w 1971 i 1972. W trakcie sezonu 1972/73 przeszedł do angielskiego Manchester United, z którym kilkanaście miesięcy później spadł do drugiej ligi. W 1975 powrócił z MU do Divsion One. Z United dwukrotnie zdobył Puchar Anglii w 1977 i 1983 oraz Tarczę Dobroczynności w tych samych latach. W 1984 przeszedł do czwartoligowego Swindon Town, w którym dwa lata później zakończył piłkarską karierę.
| Sezon   | Klub                   | Kraj    | Rozgrywki     | Mecze | Bramki |
| ------- | ---------------------- | ------- | ------------- | ----- | ------ |
| 1968/69 | Celtic F.C.            | Szkocja | Division One  | 1     | 1      |
| 1969/70 | Celtic F.C.            | Szkocja | Division One  | 15    | 7      |
| 1970/71 | Celtic F.C.            | Szkocja | Division One  | 11    | 5      |
| 1971/72 | Celtic F.C.            | Szkocja | Division One  | 20    | 10     |
| 1972/73 | Celtic F.C.            | Szkocja | Division One  | 11    | 3      |
| 1972/73 | Manchester United F.C. | Anglia  | Division One  | 11    | 5      |
| 1973/74 | Manchester United F.C. | Anglia  | Division One  | 35    | 5      |
| 1974/75 | Manchester United F.C. | Anglia  | Division Two  | 38    | 11     |
| 1975/76 | Manchester United F.C. | Anglia  | Division One  | 36    | 12     |
| 1976/77 | Manchester United F.C. | Anglia  | Division One  | 38    | 9      |
| 1977/78 | Manchester United F.C. | Anglia  | Division One  | 32    | 8      |
| 1978/79 | Manchester United F.C. | Anglia  | Division One  | 32    | 6      |
| 1979/80 | Manchester United F.C. | Anglia  | Division One  | 39    | 9      |
| 1980/81 | Manchester United F.C. | Anglia  | Division One  | 38    | 9      |
| 1981/82 | Manchester United F.C. | Anglia  | Division One  | 11    | 2      |
| 1982/83 | Manchester United F.C. | Anglia  | Division One  | 9     | 2      |
| 1983/84 | Manchester United F.C. | Anglia  | Division One  | 5     | 0      |
| 1984/85 | Swindon Town F.C.      | Anglia  | Division Four | 27    | 3      |
| 1985/86 | Swindon Town F.C.      | Anglia  | Division Four | 9     | 0      |

## Kariera reprezentacyjna
W reprezentacji Szkocji Macari zadebiutował 24 maja 1972 w wygranym 1-0 meczu British Home Championship z WAlią. W 1978 został powołany do kadry na mistrzostwa świata. Na mundialu w Argentynie wystąpił w meczach z Peru i Iranem, który był jego ostatnim meczem w reprezentacji. Ogółem w reprezentacji rozegrał 24 mecze, w których zdobył 5 bramek.
| Mecze i gole w reprezentacji | Mecze i gole w reprezentacji | Mecze i gole w reprezentacji | Mecze i gole w reprezentacji | Mecze i gole w reprezentacji | Mecze i gole w reprezentacji | Mecze i gole w reprezentacji |
| #                            | Data                         | Miasto                       | Przeciwnik                   | Gol                          | Wynik                        |                              |
| ---------------------------- | ---------------------------- | ---------------------------- | ---------------------------- | ---------------------------- | ---------------------------- | ---------------------------- |
| 1.                           | 24.05.1972                   | Glasgow                      | Walia                        |                              | 1:0                          | British Home Championship    |
| 2.                           | 27.05.1972                   | Glasgow                      | Anglia                       |                              | 0:1                          | British Home Championship    |
| 3.                           | 29.06.1972                   | Belo Horizonte               | Jugosławia                   | Gol · Gol                    | 2:2                          | Taça Independência           |
| 4.                           | 02.07.1972                   | Porto Alegre                 | Czechosłowacja               |                              | 0:0                          | Taça Independência           |
| 5.                           | 05.07.1972                   | Rio de Janeiro               | Brazylia                     |                              | 0:1                          | Taça Independência           |
| 6.                           | 18.10.1972                   | Kopenhaga                    | Dania                        | Gol                          | 4:1                          | el. MŚ 1974                  |
| 7.                           | 14.02.1973                   | Glasgow                      | Anglia                       |                              | 0:5                          | Mecz 100-lecia SFA           |
| 8.                           | 24.05.1973                   | Wrexham                      | Walia                        |                              | 2:0                          | British Home Championship    |
| 9.                           | 01.06.1973                   | Glasgow                      | Irlandia Północna            |                              | 1:2                          | British Home Championship    |
| 10.                          | 27.05.1973                   | Londyn                       | Anglia                       |                              | 0:1                          | British Home Championship    |
| 11.                          | 16.04.1975                   | Göteborg                     | Szwecja                      |                              | 1:1                          | towarzyski                   |
| 12.                          | 13.05.1975                   | Glasgow                      | Portugalia                   |                              | 1:0                          | towarzyski                   |
| 13.                          | 17.05.1975                   | Cardiff                      | Walia                        |                              | 2:2                          | British Home Championship    |
| 14.                          | 24.05.1975                   | Londyn                       | Anglia                       |                              | 1:5                          | British Home Championship    |
| 15.                          | 01.06.1975                   | Bukareszt                    | Rumunia                      |                              | 1:1                          | el. Euro 76                  |
| 16.                          | 01.06.1977                   | Glasgow                      | Irlandia Północna            |                              | 3:0                          | British Home Championship    |
| 17.                          | 04.06.1977                   | Londyn                       | Anglia                       |                              | 2:1                          | British Home Championship    |
| 18.                          | 15.06.1977                   | Santiago                     | Chile                        | Gol · Gol                    | 4:2                          | towarzyski                   |
| 19.                          | 18.06.1977                   | Buenos Aires                 | Argentyna                    |                              | 1:1                          | towarzyski                   |
| 20.                          | 07.09.1977                   | Berlin                       | NRD                          |                              | 0:1                          | towarzyski                   |
| 21.                          | 12.10.1977                   | Liverpool                    | Walia                        |                              | 2:0                          | el. MŚ 1978                  |
| 22.                          | 22.02.1978                   | Glasgow                      | Bułgaria                     |                              | 2:1                          | towarzyski                   |
| 23.                          | 03.06.1978                   | Córdoba                      | Peru                         |                              | 2:0                          | Mistrzostwa Świata           |
| 24.                          | 07.06.1978                   | Córdoba                      | Iran                         |                              | 1:1                          | Mistrzostwa Świata           |

## Kariera trenerska
Jeszcze będąc piłkarzem Macari rozpoczął pracę trenerską. W latach 1984–1986 pełnił rolę grającego trenera Swindon Town. Po zakończeniu kariery piłkarskiej Macari dalej pełnił funkcję trenera Swindon do 1989, kiedy to odszedł do pierwszoligowego West Hamu. Podczas pracy w Swindon awansował z nim do trzeciej ligi w 1986 oraz drugiej ligi w 1987.
W latach 1991–1993 był trenerem Stoke City, z którym awansował do drugiej ligi w 1993. Po tym awansie został trenerem Celtiku. Z Celtikiem zajął dopiero czwarte miejsce w lidze szkockiej, dlatego po sezonie musiał opuścić klub. W 1994 powrócił do Stoke, który trenował do 1997. W latach 2000–2002 pracował w Huddersfield Town.